# Скорая помощь (Сезон 5)
«Ско́рая по́мощь» (англ. «ER» от англ. Emergency Room — приёмное отделение) — американский телесериал, рассказывающий о жизни приёмного отделения больницы города Чикаго (штат Иллинойс), её сотрудников и пациентов. Сериал был создан Майклом Крайтоном и транслировался на телеканале NBC с сентября 1994 года по апрель 2009 года. Он включает в себя 15 сезонов и является самой длинной медицинской драмой, показанной в прайм-тайм за всю историю американского телевидения.
Премьера пятого сезона состоялась 24 сентября 1998 года; финал сезона вышел в эфир 20 мая 1999 года. Пятый сезон состоял из 22 эпизодов.

## В ролях

### Основной состав
- Энтони Эдвардс — доктор Марк Грин, старший врач приёмного отделения
- Джордж Клуни — доктор Даг Росс, педиатр приёмного отделения
- Ноа Уайли — доктор Джон Картер, ординатор второго года
- Джулианна Маргулис — медсестра Кэрол Хэтэуэй, старшая медсестра
- Глория Рубен — фельдшер Джини Буле
- Лора Иннес — доктор Керри Уивер, и.о. заведующего приёмным отделением
- Алекс Кингстон — доктор Элизабет Кордей, интерн хирургического отделения
- Келли Мартин — Люси Найт, студент-медик третьего года
- Эрик Ла Саль — доктор Питер Бентон, ординатор шестого года хирургического отделения

### Второстепенные персонажи
| Врачи и студенты: - Мэр Уиннингэм — Аманда Ли, заведующая приёмным отделением - Сэм Андерсон — доктор Джек Кейсон, заведующий отделением кардиологии - Эми Акино — доктор Дженет Кобурн, заведующая отделением акушерства и гинекологии - Джон Эйлворд — доктор Дональд Онспо, глава администрации больницы - Пол Маккрейн — доктор Роберт Романо, заведующий отделением хирургии - Джорджа Фокс — доктор Мэгги Дойл, ординатор третьего года - Джон Доман — доктор Карл ДеРаад, заведующий психиатрическим отделением - Дэвид Брисбин — доктор Александер Бэбкок, анестезиолог - Майкл Б. Сильвер — доктор Пол Майерс, психиатр - Мэттью Глэйв — доктор Дейл Эдсон, ординатор третьего года хирургического отделения - Том Гэллоп — доктор Роджер Джулиан, заведующий отделением генетики | Медсёстры и медбратья: - Эллен Кроуфорд — медсестра Лидия Райт - Конни Мэри Брэзелтон — медсестра Конни Олигарио - Дизер Д — медбрат Малик Макграт - Лора Серон — медсестра Чуни Маркес - Иветт Фриман — медсестра Халей Адамс - Лили Мариэй — медсестра Лили Ярвик - Гедде Ватанабэ — медбрат Йош Таката - Дина Ленни — медсестра Ширли - Беллина Логан — медсестра Кит - Пенни Джонсон Джеральд — медсестра высшей квалификации Линетт Эванс | Остальной персонал: - Абрахам Бенруби — регистратор Джерри Маркович - Кристин Минтер — регистратор Миранда «Ренди» Фрончак - Эрика Гимпел — социальный работник Адель Ньюман - Майк Дженовезе — офицер Эл Грабарски - Кресс Уилльямс — офицер Реджи Мур - Эмили Вагнер — парамедик Дорис Пикман - Монте Расселл — парамедик Дуайт Задро - Лин Алиша Хендерсон — парамедик Памела Олбс - Брайан Лестер — парамедик Брайан Дьюмар |

### Приглашённые звёзды
- Джули Боуэн — Роксанн Плиз
- Дениз Доус — миссис Лайселл
- Винс Вилаф — Бернард Геймли
- Эшли Джонсон — Дейна Эллис
- Энни Гиллеспи — миссис Эллис
- Шон Дьюк — детектив
- Клэр Ярлетт — Клодия Олсон
- Чед Донелла — Кевин Дилейни

## Список эпизодов
| № общий | № в сезоне | Название                                                              | Режиссёр               | Автор сценария                                                          | Дата премьеры    | Зрители в США (млн) |
| --- | ---------- | --------------------------------------------------------------------- | ---------------------- | ----------------------------------------------------------------------- | ---------------- | ------------------- |
| 92 | 1          | «Day for Knight» «Один день Люси Найт»                                | Кристофер Чулак        | Лидия Вудворд                                                           | 24 сентября 1998 | 31.86               |
| Люси Найт, студентка третьего курса, начинает свой первый день в скорой. Марк проводит ей экскурсию по отделению и знакомит с персоналом. Уивер прикрепляет её к Картеру. Из-за излишнего рвения и по незнанию Люси допускает несколько ошибок, чем очень раздражает Джона. В середине дня, когда в отделении начинают праздновать день рождения Джерри, Люси недоумевает, как рядом с горем и смертью люди могут веселиться... Примечание. Первое появление студента-медика Люси Найт (Келли Мартин). |            |                                                                       |                        |                                                                         |                  |                     |
| 93 | 2          | «Split Second» «Доли секунды»                                         | Кристофер Мисиано      | Кэрол Флинт                                                             | 1 октября 1998   | 30.63               |
| Картер, который поселился в медицинском общежитии и стал исполнять обязанности старшего, не высыпается, потому что его постоянно будят и просят решить какие-нибудь проблемы. Люси в целях самоконтроля приходит на два часа раньше, чтобы проверить анализы, это вызывает смех у Дага и Джерри. Кроме того все уверены, что она замечательно умеет делать внутривенные уколы, однако никто не догадывается, что вместо неё это делает Кэрол. Присутствуя при осмотре пациента с разрывом прямой кишки целой морковкой, Люси спрашивает, как же он смог проглотить целую морковь, чем вызывает смех Кэрол и Джона, и только тогда понимает, как именно пострадал мужчина... Картер думает, что Люси хорошо справляется, но Кэрол предупреждает его, чтобы он был осмотрительней. Марку предлагают поработать врачом на выездах, он всерьёз задумывается об этом. Роман Кордей и Бентона продолжается. Питер знакомится с отцом Элизабет, который приехал, чтобы уговорить дочь вернуться в Англию. У Дага заканчивается испытательный период. |            |                                                                       |                        |                                                                         |                  |                     |
| 94 | 3          | «They Treat Horses, Don’t They?» «Здесь лечат лошадей, не правда ли?» | Бабу Субраманиам       | Уолон Грин                                                              | 8 октября 1998   | 29.34               |
| Керри отправляется сделать копию документа, в котором она даёт характеристику Дага, однако в копировальную приходят мастера, ей приходится уйти, и она забывает там документ. Марк замечает, что Рейчел неохотно говорит с ним о друзьях, но когда звонит Джен, дочка общается с ней оживлённо. Руководство больницы все ещё ищет заведующего приёмным отделением, Керри очень недовольна этим, ведь место хочет получить она. Марк совершает свой первый выезд с парамедиками. Мужчина обвязал себя взрывчаткой, и его серьезно ранили. Его привозят в приёмное, и во время реанимации бомба включается, но Питер Бентон вовремя успевает её откинуть. Даг осматривает девушку, которая повредила ногу во время футбола. Оказывается, что у неё саркома, но родители не хотят говорить ей о страшном диагнозе и просят Дага не делать этого. К Марку приходит Рейчел и просит его помочь лошади, которую хозяин подвез в фургоне к больнице. Картер лечит старую женщину и ставит ей дыхательную трубку, но позже выясняется, что она подписала отказ от реанимации. Джону приходится экстубировать её, и он вместе с Люси вынужден наблюдать как женщина умирает. |            |                                                                       |                        |                                                                         |                  |                     |
| 95 | 4          | «Vanishing Act» «Чудесное исчезновение»                               | Лесли Линка Глаттер    | Джек Орман                                                              | 15 октября 1998  | н/д                 |
| Кэрол неожиданно сообщает Дагу, что у неё трёхдневная задержка. Даг узнаёт, что на сегодня назначена ампутация Дейне, и идёт проведать её. Кэрол лечит 18-летнего Бо, раненого ножом. К ним приходит полицейский, чтобы узнать, кто напал на Бо, но парень не хочет рассказывать об этом, а собирается отомстить нападавшему. Кэрол пытается уговорить его остаться, но Бо оказывается непреклонен. Элизабет проводит свой первый рабочий день первый день в качестве интерна. Картер и Люси лечат фокусника Джеффа Уитчера, который вдохнул порошок для вспышки. Во время осмотра Джефф демонстрирует Люси и Картеру фокусы. Картер просит Люси отвезти покойника в морг, но она теряет его. Во время операции Картер поручает Люси взять кровь, но она не может попасть в вену. Люси говорит ему, что никогда этого не делала и не знает, как это делать, после чего выбегает из операционной. Керри проходит очередное собеседование на место заведующего приёмным отделением. |            |                                                                       |                        |                                                                         |                  |                     |
| 96 | 5          | «Masquerade» «Маскарад»                                               | Стив Де Джарнатт       | Сценарий: Саманта Ховард Корбин Сюжет: Джо Сакс и Саманта Ховард Корбин | 28 октября 1998  | 29.14               |
| Хэллоуин. В приёмное поступает молодая женщина. По её словам она беременна, но Марк не обнаруживает ничего, кроме вздутого мочевого пузыря. Ей ставят катетер для мочи, и дают галоперидол, чтобы она успокоилась (выяснилось,что у неё шизофрения). Когда она приходит в себя, Марк узнаёт, что девушка действительно находится на втором месяце беременности. Картер тренирует Люси делать уколы в вены на искусственной руке. Вечером в общежитии студенты устраивают вечеринку, и Картер оставляет Люси за главную. Когда Джон возвращается, он шокирован: студенты подожги диван и выбросили из окна; в здании бардак и пьяная молодёжь. Он выключает музыку и разгоняет всех. Люси с несколькими друзьями остаются сидеть в холле, продолжая пить и разговаривать. Заметив на диване спящего друга, они решают подшутить над ним, но обнаруживают, что тот без сознания, и зовут Картера. Оказывается, что двое студентов приняли жидкий экстази, и им стало плохо. Парней отвозят в больницу, Люси хочет помочь Картеру, но тот выгоняет её из-за того, что она ещё пьяна. |            |                                                                       |                        |                                                                         |                  |                     |
| 97 | 6          | «Stuck on You» «Прилепись душой и телом»                              | Дэвид Наттер           | Сценарий: Нил Бэр Сюжет: Нил Бэр и Линда Гейс                           | 5 ноября 1998    | н/д                 |
| Идёт сильный ливень, а Марк находится на выезде с парамедиками. Грин слышит выстрелы и, несмотря на запрет, бежит на помощь лежащему человеку. Он спасает молодого парня, которого избили. Керри советует Бентону сходить к одному врачу, Питер очень удивляется, узнав что она глухонемая. Картер осматривает мальчика с лейкемией, он хочет положить его в больницу, но страховка пациента этого не позволяет. Джон решается пойти на хитрость, но из-за Люси мать мальчика узнаёт об обмане. В отделение привозят двух братьев, которые намертво прилеплены друг к другу клеем. Кордей становится интерном Бентона. Джини осматривает девочку с подозрением на перелом, оказывается, что она с отцом любит ставить различные рекорды для книги Гиннесса. |            |                                                                       |                        |                                                                         |                  |                     |
| 98 | 7          | «Hazed and Confused» «Туман в голове»                                 | Джонатан Каплан        | Сценарий: Дэвид Миллс Сюжет: Дэвид Миллс и Кэрол Флинт                  | 12 ноября 1998   | 28.97               |
| 6:30 утра, и Элизабет уже отработала сутки без сна и отдыха, однако расслабляться рано – Мэгги Дойл вызывает её в приёмное. Она вспоминает, что в Англии ей приходилось работать и по 36 часов. В больницу возвращается мистер Рамос, которого Кордей выписала вчера, у него нагноилась рана и, к тому же, случился сильный приступ астмы. Элизабет решает снять астматические симптомы магнезией и вводить 40 кубиков пятидесятипроцентной, по ошибке приняв её за пятипроцентную. Такая доза вызывает остановку сердца, и Кордей приходится реанимировать мистера Рамоса. Марк отправляется на вызов с парамедиками. Первым пациентом оказывается Ричард, которому друг просверлил отверстие в голове. После очередного вызова Марк и вся команда парамедиков сидят в холле пожарной части, коллеги дарят Марку фирменную куртку парамедика и говорят, что пришло время посвящения. Даг и Джини лечат 4-месячного младенца по имени Сан. Его мать совершенно расстроена и не может толком ответить на вопросы врачей. Зато его 6-летняя сестра Скай в курсе всех дел, и кажется более осведомлённый, чем мать. Картер должен написать на Люси характеристику, но узнаёт, что ей не нравится с ним работать. Тогда он предлагает ей написать про себя самой.                                                                                               |            |                                                                       |                        |                                                                         |                  |                     |
| 99 | 8          | «The Good Fight» «Не жалея себя»                                      | Кристофер Чулак        | Джек Орман                                                              | 19 ноября 1998   | н/д                 |
| В отделение поступает мужчина с дочкой, пострадавшие в автомобильной аварии. У мужчины только рана на лбу, а у девочки травма селезёнки, и ей необходима операция. Пока Люси решает вопрос об операции, отец девочки, мистер Сойер, уходит. Тем временем, выясняется, что с операцией девочки возникли проблемы: у девочки редкая группа крови, и перелить ей можно только кровь отца, но его нигде не могут найти. Картер и Люси, начавшие искать его по отдельности, вскоре объединяются. Бентон и Онспо решают делать операцию без переливания, что приводит к множеству проблем. Картер и Люси после долгого путешествия, наконец, находят отца. |            |                                                                       |                        |                                                                         |                  |                     |
| 100 | 9          | «Good Luck, Ruth Johnson» «Будь счастлива, Рут Джонсон»               | Род Холкомб            | Лидия Вудворд                                                           | 10 декабря 1998  | 29.97               |
| В приёмном Аманда говорит Картеру, что сегодня столетний юбилей больницы Кука, в честь чего чествуют Рут Джонсон, которая родилась здесь сто лет назад. Аманда просит его провести экскурсию для Рут и её семьи. Даг и Кэрол лечат Уилсона Джири, 8-летнего мальчика, сбитого машиной. Он говорит, что водитель преследовал его и его друга Энди. Энди привозят следом с огнестрельной раной живота, но он умирает. Позже Кэрол узнаёт, что Уилсон сам случайно выстрелил в друга. Кордей говотися к докладу о пациенте, которому она передозировала магнезию. На собрании она признаёт, что совершила ошибку из-за того, что отработала 36 часов без сна и отдыха, хотя понимала, что это недопустимо. Марк по-прежнему живёт у Дага и Кэрол. Даг хочет расспросить Марка о его «свидании» с Амандой, но Марк настаивает, что это было вовсе не свидание. Интересный факт: в роли матери убитого мальчика сыграла Дженетт Голдстин, а в роли детектива Ксандер Беркли, эти актеры играли опекунов Джона Конора в фильме Терминатор 2: Судный день |            |                                                                       |                        |                                                                         |                  |                     |
| 101 | 10         | «The Miracle Worker» «Чудодей»                                        | Лесли Линка Глаттер    | Пол Мэннинг                                                             | 17 декабря 1998  | н/д                 |
| Картер читает Люси рождественскую открытку, которую ему прислал благодарный пациент, он не помнит имени пациента, но Люси называет Картера «орудием Бога». В приёмное привозят 18-летнего парня, Стивена Ричардса, у которого произошло кровоизлияние в мозг. Дагу не удается его реанимировать, но Картер справляется с этой задачей. Обследования показывают, что мозг Стивена умер. Даг считает, что даже если мать позволит использовать органы сына как донорские, вряд ли они кому-то понадобятся, поскольку у парня редкая группа крови, четвёртая. Однако миссис Ричардс не желает отдавать органы Стивена и подписывает отказ от реанимации. В приёмное привозят 16-летнюю девочку в коме, ей срочно требуется новая печень, но у неё четвертая группа крови. Картер решает уговорить миссис Ричардс отдать печень Стивена несчастной девочке. Грин ищет свои перчатки. Джерри предполагает, что их взяла Аманда, ведь он видел, как она закрывала дверцу шкафчика Марка. |            |                                                                       |                        |                                                                         |                  |                     |
| 102 | 11         | «Nobody Doesn’t Like Amanda Lee» «Никто не любит Аманду Ли»           | Ричард Торп            | Линда Гейс                                                              | 7 января 1999    | н/д                 |
| В приёмное приходит сообщение, что на Мэйгс Филд в Чикаго разбился самолёт. Аманда велит всему персоналу приготовится к массовой травме. Все тут же приступают к подготовке, однако вскоре выясняется, что в катастрофе никто не выжил. Марк осматривает 42-летную женщину по имени Эди, на которую упали кирпичи. Психолог объясняет ему, что пациентка страдает агорафобией. Пока Грин обследует пациентку, регистратор Тони по его просьбе ищет статьи Аманды. И находит, но подписаны они неким китайцем с такой же фамилией — Ли. Позже Тони и Марк везут Эди на томографию, где их запирает Аманда. Полицейский Реджи приезжает в больницу вслед за молодым мужчиной и семейной парой, пострадавшими в аварии. Парень умирает, а у женщины начинаются роды. Оказывается, что муж вез жену в больницу, так как у неё начались схватки, и сбил по пути прохожего. Люси знакомится с Дейлом, который оказывает ей знаки внимания, что очень раздражает Картера. Бентон удаляет аппендицит внучке доктора Паркс, глухонемого врача с которой он консультировался. Даг и Кэрол отправляются перекусить в буфет и видят там женщину, потерявшую сознание. Они узнают, что её зовут Джои Эбботт, и она привела 8-летнего сына, Рики, на анализы. Мальчик болен АЛД (болезнь крови). Даг говорит Кэрол, что дети с таким заболеванием живут не больше 10 лет. |            |                                                                       |                        |                                                                         |                  |                     |
| 103 | 12         | «Double Blind» «Слепой метод»                                         | Дэйв Чеймайдс          | Кэрол Флинт                                                             | 12 января 1999   | 30.48               |
| Рики Эббота снова привозят в приёмное, на этот раз с высокой температурой и непроходимостью кишечника. Марк решает принять ли предложение НАСА. Даг даёт Джои новое лекарство, объяснив, что это экспериментальное средство, проходящее проверку. Люси помогает Элизабет в хирургическом отделении. Керри говорит Элизабет, что от сотрудницы больницы поступила жалоба на Романо. После обеда Элизабет идёт одеваться на операцию и случайно слышит скабрезные шуточки Романо о Мэгги Дойл. Бентон и Люси осматривают Чарли Барнса, старичка с закупоркой в шее,которая может вызвать инсульт. Джини опаздывает на работу, оказывается, что накануне она поздно вернулась домой, заигравшись в бильярд с Реджи. |            |                                                                       |                        |                                                                         |                  |                     |
| 104 | 13         | «Choosing Joi» «Выбор Джои»                                           | Кристофер Чулак        | Лидия Вудворд                                                           | 4 февраля 1999   | н/д                 |
| Даг хочет дать Джои, матери больного мальчика, специальный аппарат, который будет вводить нужное количество лекарства. Росс осуществляет это вместе с Кэрол, в очередной раз нарушив правила. Керри продолжает разбираться с жалобой на Романо, а тот после успешной операции договаривается с Онспо о должности заведующего отделением хирургии. Марк обращает внимание на уборщика, Мобалажи Экабо: заметно, что у него сильно болит спина. Марк предлагает осмотреть его, но тот отказывается. Картер обучает студентов-второкурсников, Даджика, Хильджика и Штрауса, основным приёмам осмотра пациента. Они тренируются друг на друге, пальпируя лимфоузлы. Даджик говорит, что у Штрауса увеличены лимфоузлы. Питер, Элизабет и Люси готовятся к операции по лампектомии (удалению опухоли молочной железы). Кэрол осматривает женщину, у которой в фургоне живёт много собак. |            |                                                                       |                        |                                                                         |                  |                     |
| 105 | 14         | «The Storm — Part I» «Буря. Часть 1»                                  | Джон Уэллс             | Джон Уэллс                                                              | 11 февраля 1999  | 31.92               |
| Даг и Кэрол остаются на ночь в доме Джои Эббот. Перед уходом на работу она просит Дага прекратить мучения сына. Через некоторое время Рики привозят с остановкой сердца в отделение. Следом приезжает его отец с адвокатом, который грозит расследованием. Даг объясняет, что научил Джои управляться с аппаратом, дал ей код, и ушёл, а что она делала потом, ему неизвестно. Онспо, Романо, Джулиан, Керри, Марк и адвокат обсуждают дело Дага. Кэрол находит Дага во дворе и говорит, что Романо закрыл её амбулаторию. Картер сообщает, что школьный автобус столкнулся со снегоочистителем, и в приёмное везут детей с травмами. Парамедик приходит за Марком, чтобы отвезти его на место аварии. Даг хочет поехать с ним, но Марк останавливает его. Даг решает поехать вместе с Джини, и по пути они попадают в аварию. Люси собирается на свидание с Дейлом. Картер спрашивает его, спал ли он с Люси, и Дейл отвечает отрицательно. Позже Картер и Люси целуются, о чем становится известно всем в отделении. |            |                                                                       |                        |                                                                         |                  |                     |
| 106 | 15         | «The Storm — Part II» «Буря. Часть 2»                                 | Кристофер Чулак        | Джон Уэллс                                                              | 18 февраля 1999  | 35.70               |
| Весь персонал принимает детей, попавших в аварию, ожидается прибытие ещё 15 человек. Грин, Кордей, Бентон, Уивер, Картер, Люси и все сёстры снуют между потерпевшими: есть все виды травм, начиная от разорванной диафрагмы и заканчивая порезанными руками. Кэрол разговаривает с Онспо об амбулатории. Даг вызывает скорую, так как Джини получила сотрясение мозга и множественные раны на лице. Даг говорит Кэрол, что собирается уехать в Сиэтл. В результате обследования у Джини обнаруживают гепатит C. Миссис Экабо пытается поговорить с Марком о своём муже Мобалажи, которому предстоит операция по поводу импотенции. Примечание. В данной серии персонаж Джорджа Клуни доктор Даг Росс покидает сериал. |            |                                                                       |                        |                                                                         |                  |                     |
| 107 | 16         | «Middle of Nowhere» «Захолустье»                                      | Джонатан Каплан        | Кэрол Флинт и Нил Бэр                                                   | 25 февраля 1999  | 30.26               |
| Во время своего отпуска Бентон отправляется в клинику Миссисипи, чтобы заработать дополнительные деньги на лечение сына. Там он становится местным героем, когда использует свои медицинские знания, чтобы помочь нескольким местным жителям. |            |                                                                       |                        |                                                                         |                  |                     |
| 108 | 17         | «Sticks and Stones» «Гнев толпы»                                      | Феликс Энрикес Алькала | Джо Сакс                                                                | 25 марта 1999    | 26.36               |
| Кэрол узнаёт, что беременна. Грин продолжает помогать Мобалаже и его жене, которые могут быть депортированы. Картер работает на выездах с парамедиками. В отделении появляется звезда реслинга. Люси осматривает старую китаянку, не говорящую по-английски. У неё рак, но родственники против того, чтобы ей сообщили об этом. Парамедики вместе с Джоном забирают домуправа, но жильцы начинают потасовку. В её результате человек попадает по колеса машины, за рулём которой находится Картер. К Грину на осмотр из тюрьмы привозят Мобалажи, после ранения жены он не говорит, не ест и не пьёт. Реджи пытается пригласить Джини на свидание. |            |                                                                       |                        |                                                                         |                  |                     |
| 109 | 18         | «Point of Origin» «Истоки»                                            | Кристофер Мисиано      | Кристофер Мак                                                           | 8 апреля 1999    | 26.10               |
| Уивер получает информацию о своей настоящей матери от нанятого человека. Грин пытается помочь Мобалажи вспомнить, что с ним происходило в плену, и рассказывает о нападении на него в туалете. Картера назначают главным в отделении на один день. Это нужно для того, чтобы он мог стать старшим ординатором. У Люси начался цикл в психиатрическом отделении. Керри перевозит свою мать в больницу. Привозят шизофреничку Коко, родившую ребёнка, она не принимала лекарства, и болезнь даёт о себе знать: она пытается отобрать ребёнка и нападает на Кэрол. Картер лечит ребёнка, у которого очень ломкие кости, и он обвиняет мать в насилии. Бентон и Кордей претендуют на аспирантуру. |            |                                                                       |                        |                                                                         |                  |                     |
| 110 | 19         | «Rites of Spring» «Хвала весне»                                       | Джонатан Каплан        | Дэвид Миллс                                                             | 29 апреля 1999   | 26.56               |
| Мобалажи сообщает Грину, что все уладилось. Кэрол помогает Коко в уходе за ребёнком. Картер становится наставником очень талантливого подростка из неблагополучной семьи. Люси занимается психологией, работая с юным потенциальным убийцей. Джини продолжает бороться с гепатитом. Хэтэуэй беспокоится о своей беременности, после того, как её толкнули в живот и подвергли опасности жизнь ребёнка. Грин и Кордей собрались на конференцию на тему травм, но по пути заблудились. |            |                                                                       |                        |                                                                         |                  |                     |
| 111 | 20         | «Power» «Энергия»                                                     | Лора Иннес             | Кэрол Флинт                                                             | 6 мая 1999       | н/д                 |
| Люси возвращается обратно в приёмное, и Картер опять становится её ординатором. Уивер берёт выходной, и Романо замещает её в отделении. Его очень раздражает местная обстановка. Люси принимает пациентку, которая торгует духами с феромонами. Кордей обнаруживает девушку, пациентку из терапии, без сознания, и понимает, что её изнасиловали. Картер расстаётся с Роксанн. В больнице происходят перебои с электричеством, и медикам приходится работать в напряжённых условиях. |            |                                                                       |                        |                                                                         |                  |                     |
| 112 | 21         | «Responsible Parties» «Ответственные стороны»                         | Кристофер Чулак        | Джек Орман                                                              | 13 мая 1999      | 27.53               |
| В больницу попадает стриптизерша (Сандра Тейлор) вместе со всей службой безопасности клуба, в котором она работает. Люси признается Картеру, что все ещё принимает риталин. Хэтэуэй перестаёт скрывать от окружающих свою беременность, и сообщает о ней Россу по факсу . Пьяные подростки попадают в автомобильную аварию, и один из них доставлен в больницу с сильными ожогами третьей степени. |            |                                                                       |                        |                                                                         |                  |                     |
| 113 | 22         | «Getting to Know You» «Курс на сближение»                             | Джонатан Каплан        | Лидия Вудворд                                                           | 20 мая 1999      | н/д                 |
| Весь персонал узнаёт, что Хэтэуэй ждёт близнецов! Бентон борется за своё право на сына, когда Карла заявляет, что выходит замуж за своего бойфренда и уезжает в Германию. Уивер спасает брошенного малыша, которого подсадили на наркотики. Протеже Картера (мальчика из неблагополучной семьи) ограблен и избит. Грин и Кордей целуются. |            |                                                                       |                        |                                                                         |                  |                     |